# Rosendo Pascual
Rosendo Pascual (n. Mendoza, 10 de julio de 1923; f. La Plata, 23 de diciembre de 2012) fue un palentólogo argentino. Fue profesor emérito de la Universidad Nacional de La Plata, Jefe de la División Paleontología Vertebrados del Museo de La Plata e Investigador Superior del CONICET. Fue el director de numerosos paleontólogos de vértebrados, muchos de ellos destacados internacionalmente..

## Biografía
En 1950 se graduó como Geólogo y Doctor en Ciencias Naturales en la Universidad Nacional de La Plata. Su interés principal estuvo centrado en el estudio de mamíferos fósiles, particularmente en los primitivos marsupiales de los comienzos de la Edad de Cenozoico.
Fue el creador de una escala de edades para los mamíferos fósiles suramericanos. Realizó más de 170 trabajos científicos.
Formó en el ámbito del Museo de La Plata al principal grupo de investigadores en paleontología de vertebrados de América Latina y uno de los grupos de paleontólogos más numerosos e importantes del mundo. Mentor de la primera carrera de paleontología del continente.
Recibió numerosos el premio argentino de Paleontología en 1978, el premio Konex en 1983, el premio Homero Manzi en el rubro ciencia en 1993 y el premio Strobel en 2009.